# Brethesiella mojavae
Brethesiella mojavae är en stekelart som beskrevs av Trjapitzin och Triapitsyn 2006. Brethesiella mojavae ingår i släktet Brethesiella och familjen sköldlussteklar. Inga underarter finns listade.